# Русень (Аненій-Нойський район)
Русень (рум. Ruseni) — село в Аненій-Нойському районі Молдови. Адміністративно підпорядковане місту Аненій-Ной.

## Населення
За даними перепису населення 2004 року у селі проживали 1090 осіб.
Національний склад населення села:
| Національність       | Кількість осіб | Відсоток |
| -------------------- | -------------- | -------- |
| молдавани            | 666            | 61,1%    |
| українці             | 183            | 16,8%    |
| росіяни              | 182            | 16,7%    |
| болгари              | 23             | 2,1%     |
| цигани               | 12             | 1,1%     |
| гагаузи              | 7              | 0,6%     |
| інша / без відповіді | 17             | 1,6%     |
| Всього               | 1090           | 100%     |